# Černohorský fotbalový pohár 2007/2008
Černohorský fotbalový pohár 2007/08 byl druhým ročníkem fotbalového poháru Černé Hory po rozpadu soustátí Srbsko a Černá Hora. Vítěz se kvalifikoval do předkola Poháru UEFA.
Obhájcem trofeje z předchozí sezóny 2006/07 byl klub FK Rudar Pljevlja.
Vítězem se stal tým FK Mogren Budva, který zvítězil až na pokutové kopy poměrem 6:5 nad celkem FK Budućnost Podgorica (na konci regulérní hrací doby byl stav nerozhodný 1:1).

## Šestnáctifinále
- 2. října 2007

|                    |   |                     | Výsledek (poločas) |
| ------------------ | - | ------------------- | ------------------ |
| Grafičar Podgorica | - | Budućnost Podgorica | 0:2 (0:1)          |

- 3. října 2007

|                        |   |                          | Výsledek (poločas)  |
| ---------------------- | - | ------------------------ | ------------------- |
| Ribnica Konik          | - | OFK Bar                  | 1:1 (0:0), pen. 5:6 |
| Mornar Bar             | - | Mladost Podgorica        | 0:1 (0:1)           |
| FK Pljevlja 97         | - | Mogren Budva             | 0:5 (0:4)           |
| FK Zabjelo             | - | Lovćen Cetinje           | 0:0, pen. 2:4       |
| FK Otrant              | - | Jezero Plav              | 1:1 (0:0), pen. 5:3 |
| Bokelj Kotor           | - | FK Berane                | 1:1 (0:1), pen. 2:5 |
| Arsenal Tivat          | - | Jedinstvo Bijelo Polje   | 0:0, pen. 4:1       |
| Grbalj Radanovići      | - | Čelik Nikšić             | 4:0 (2:0)           |
| Zeta Golubovci         | - | Tekstilac Bijelo Polje   | 3:1 (3:0)           |
| Ibar Rožaje            | - | Crvena Stijena Podgorica | 1:0 (0:0)           |
| OFK Petrovac           | - | FK Gusinje               | 3:0 (1:0)           |
| Decic Tuzi             | - | FK Bratstvo              | 3:0 (2:0)           |
| Prvijenac Bijelo Polje | - | Kom Podgorica            | 0:3 (0:1)           |

## Osmifinále
- 24. října 2007 a 7. listopadu 2007

|                   |   |                     | 1. zápas | 2. zápas       | Celkem   |
| ----------------- | - | ------------------- | -------- | -------------- | -------- |
| Grbalj Radanovići | - | OFK Bar             | 7:0      | 2:0            | 9:0      |
| Rudar Pljevlja    | - | Decic Tuzi          | 1:0      | 2:0            | 3:0      |
| Mladost Podgorica | - | Zeta Golubovci      | 0:1      | 0:0            | 0:1      |
| Kom Podgorica     | - | Budućnost Podgorica | 0:3      | 0:3            | 0:6      |
| Ibar Rožaje       | - | FK Berane           | 0:1      | 2:3            | 2:4      |
| Lovćen Cetinje    | - | OFK Petrovac        | 0:2      | 3:1            | 3:3 (VG) |
| Arsenal Tivat     | - | FK Otrant           | 2:0      | 0:2 (pen. 3:2) | 2:2      |

- 24. října 2007 a 28. listopadu 2007

|                 |   |              | 1. zápas | 2. zápas | Celkem |
| --------------- | - | ------------ | -------- | -------- | ------ |
| Sutjeska Nikšić | - | Mogren Budva | 1:1      | 0:1      | 1:2    |

## Čtvrtfinále
- 5. prosince 2007 a 12. prosince 2007

|                     |   |                   | 1. zápas | 2. zápas       | Celkem |
| ------------------- | - | ----------------- | -------- | -------------- | ------ |
| Budućnost Podgorica | - | Zeta Golubovci    | 0:0      | 2:1            | 2:1    |
| FK Rudar Pljevlja   | - | Grbalj Radanovići | 0:0      | 2:0            | 2:0    |
| Arsenal Tivat       | - | FK Berane         | 1:1      | 1:1 (pen. 3:4) | 2:2    |
| FK Mogren Budva     | - | OFK Petrovac      | 0:0      | 1:0            | 1:0    |

## Semifinále
- 2. dubna 2008 a 16. dubna 2008

|                 |   |                     | 1. zápas | 2. zápas | Celkem |
| --------------- | - | ------------------- | -------- | -------- | ------ |
| FK Berane       | - | Budućnost Podgorica | 0:0      | 0:4      | 0:4    |
| FK Mogren Budva | - | FK Rudar Pljevlja   | 0:0      | 1:0      | 1:0    |

## Finále
- 7. května 2008

Místo zápasu: Stadion Pod Goricom
| Budućnost Podgorica | - | FK Mogren Budva | 1:1 (pen. 5:6) |

## Vítěz
| Černohorský fotbalový pohár 2007/08 FK Mogren Budva (1. vítězství) |